# Köpernitz (Ziesar)
Köpernitz ist ein Ortsteil der Stadt Ziesar im Landkreis Potsdam-Mittelmark, Brandenburg. Der Ort hat etwa 175 Einwohner und liegt an der Buckau. Die Bundesstraße 107 führt durch den Ort, die A 2 verläuft nur 300 Meter nördlich des Ortes. Dort befindet sich auch die Autobahnraststätte Buckautal.

## Geschichte
Köpernitz wurde 1420 das erste Mal urkundlich erwähnt.
1880 wurde eine Schule eröffnet, die 1951 wieder geschlossen wurde.
Am 31. März 2002 wurde Köpernitz nach Ziesar eingemeindet.

## Sehenswürdigkeiten

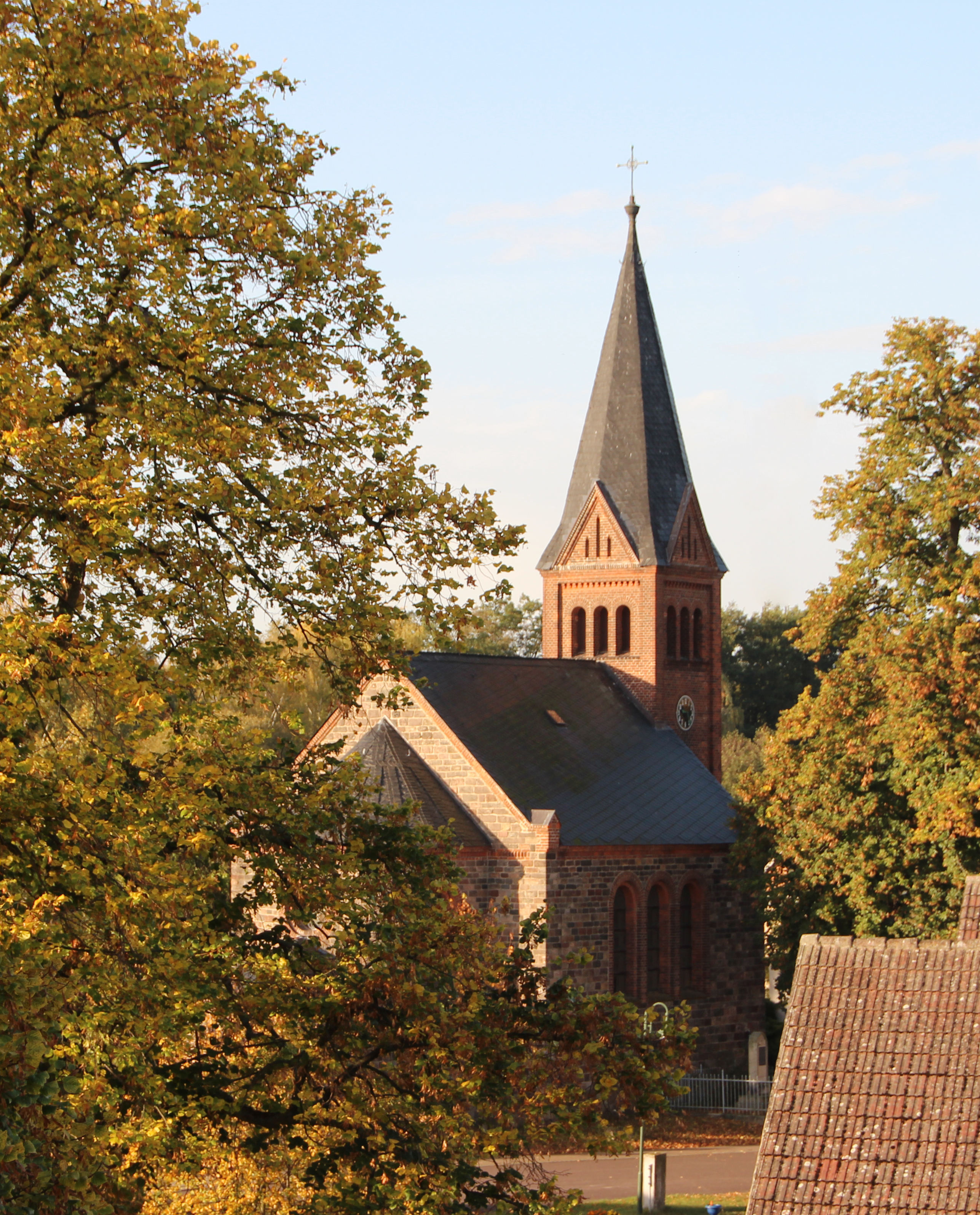
Evangelische Kirche von Köpernitz

- Dorfkirche Köpernitz: Der neoromanische Bau aus Granitsteinen wurde 1883 fertiggestellt. Im Jahr 2009 wurde im Altarraum ein Fenster mit Heiliggeist-Motiv der Taube nach dem Entwurf von Martina Wegener eingebaut. Die Arbeit führte Firma Glas Wilde aus Bellingen aus.
- Auf der Trasse der 1912 eröffneten Bahnstrecke in Richtung Görzke führt seit 2011 ein Radweg.